# 齊爾比茨峰

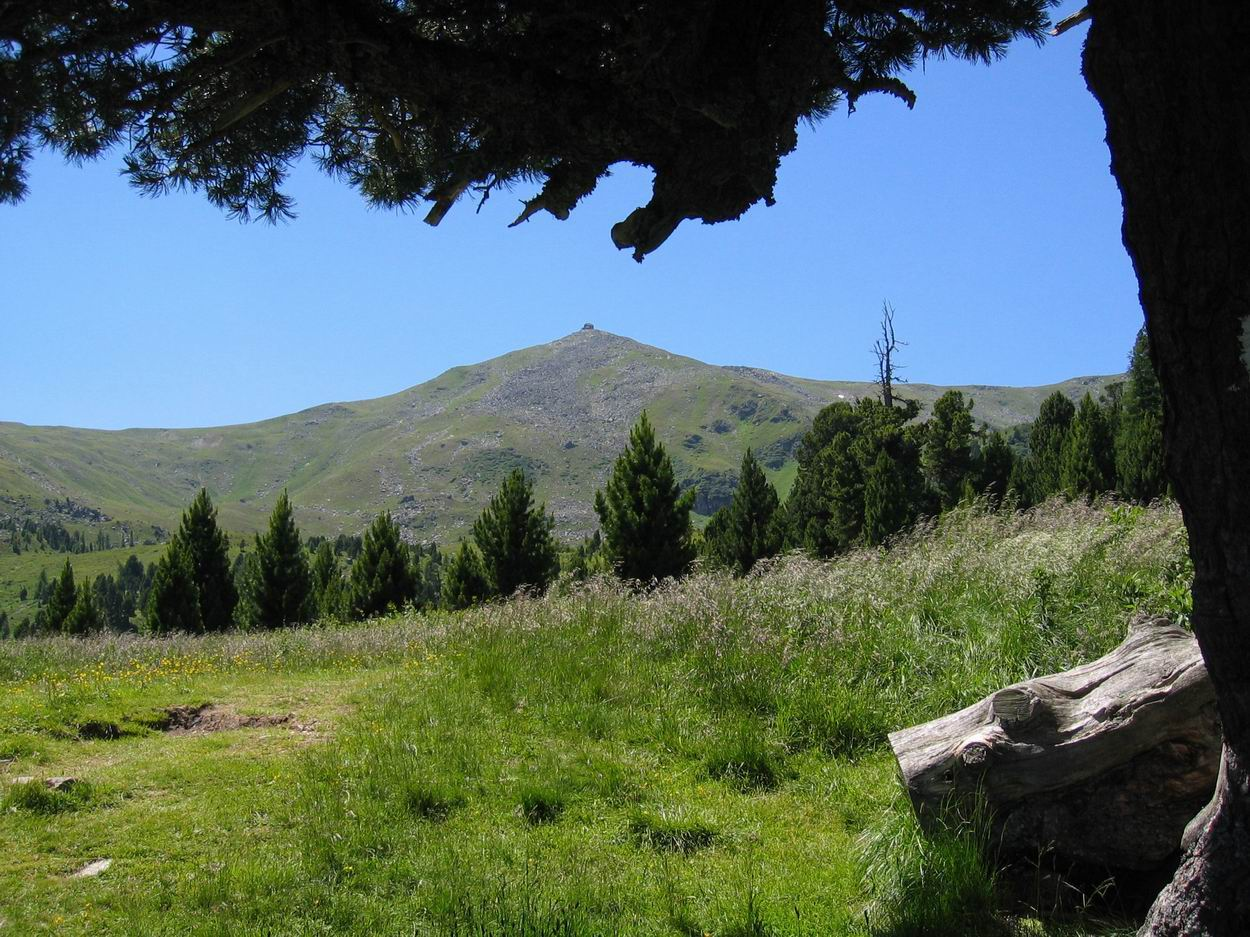

47°03′00″N 14°34′00″E / 47.05°N 14.5666667°E
齊爾比茨峰（德語：Zirbitzkogel），是奧地利的山峰，位於該國東南部，由施泰爾馬克州負責管轄，處於克恩頓州附近，屬於塞塔爾山的一部分，海拔高度2,396米。